# Meurtre de Larry King
Le meurtre de Larry King est une affaire d'homicide sur fond d'homophobie qui a eu lieu en Californie, États-Unis, en février 2008. La victime et le meurtrier sont adolescents au moment des faits.
Le 12 février 2008, le jeune Lawrence Fobes King, dit Larry King ou Latisha King, est assassiné par un de ses camarades, Brandon McInerney, alors âgé de 14 ans. King, alors âgé de 15 ans, fréquentait l'école E.O. Green Junior High School à Oxnard, en Californie, États-Unis. Après que McInerney lui a tiré dessus à deux reprises, il est maintenu en vie artificiellement pendant deux jours avant de mourir.
McInerney est jugé comme majeur pour meurtre avec préméditation par arme à feu avec circonstances aggravantes pour homophobie (King ayant été à l'époque identifié comme un jeune homme homosexuel). Il est maintenu en détention jusqu'au verdict rendu le 19 décembre 2011, qui le condamne à 21 ans de réclusion criminelle.
Le magazine Newsweek a décrit la fusillade comme « le crime le plus flagrant lié à l'homophobie depuis le meurtre en 1998 de Matthew Shepard », attirant l'attention sur des problèmes tels que les crimes par arme à feu aux États-Unis, l'identité sexuelle et la sexualité des adolescents,.

## Circonstances

### Lawrence King
Lawrence King naît le 13 janvier 1993 à Ventura, en Californie. Il est adopté à l'âge de deux ans par Gregory et Dawn King, son père biologique ayant abandonné sa femme, celle-ci étant toxicomane et incapable d'élever son enfant. King est un enfant hyperactif et, selon Gregory King, on a diagnostiqué chez lui un désordre réactionnel de l'affectif, caractérisé par un comportement social déséquilibré et inapproprié dans la plupart des contextes relationnels. Il fait son coming out à l'âge de dix ans et prend le nom de Latisha. Pendant sa troisième année (third grade), King commence à être harcelé par ses camarades de classe à cause de son air efféminé.
En novembre 2007, il est retiré à sa famille adoptive et placé en foyer après qu'il a accusé son père adoptif de mauvais traitements, ce que Gregory King a toujours nié.
Le harcèlement continue quand Larry King entre à l'école de E.O. Green Junior High School et s'intensifie quand il commence à venir à l'école en portant des vêtements et accessoires féminins, des talons et du maquillage, en janvier 2008. Son petit frère Rocky souffre de ce harcèlement.
King aurait nargué aussi quelques garçons dans les couloirs en disant « Je sais que tu as envie de moi ». Pour autant, des documents ont montré devant le tribunal que King n'avait pas eu de comportements de ce genre les semaines précédant la fusillade. McInerney et King avaient eu plusieurs altercations verbales décrites comme « acerbes » par le procureur qui a fait état de menaces contre King.

### Brandon McInerney
Brandon David McInerney naît le 24 janvier 1994 à Ventura, Californie. Sa mère Kendra a un casier judiciaire et souffre d'une addiction aux méthamphétamines,. En 1993, Kendra accuse son mari William de lui avoir tiré une balle dans le bras avec un calibre .45. Lors d'un autre incident, William McInerney bat sa femme jusqu'à lui faire presque perdre conscience après qu'elle l'a accusé de voler des médicaments appartenant à son fils aîné. Il plaide coupable et passe dix jours en prison avec 36 mois de période probatoire pour violence conjugale. Entre août 2000 et février 2001, William McInerney contacte les services d'aide à l'enfance au moins cinq fois alors qu'il vit avec sa mère. En 2004, Brandon McInerney est confié à la garde de son père, sa mère ayant commencé une cure de désintoxication.
Brandon McInerney essaye de convaincre plusieurs élèves de se joindre à lui pour attaquer Larry King, mais comme aucun d'entre eux n'accepte, il décide de le tuer lui-même. Le jour précédant le meurtre, McInerney, qui s'est entrainé sur des cibles avec le pistolet utilisé pour le crime, conseille à un ami de King : « Dis adieu à ton pote Larry car tu ne le reverras plus jamais. »

## La fusillade
Le matin du 12 février 2008, McInerney regarde fixement Larry King pendant un cours d'anglais. Vers 8 h 15, heure locale, il tire deux balles dans la tête de Larry avec un revolver de calibre .22 Long Rifle qu'il sort de son sac à dos,. Après les coups de feu, McInerney jette le pistolet au sol et quitte la classe. Il est arrêté par la police environ sept minutes plus tard, à cinq pâtés de maisons du collège,.
Larry est transporté à l'hôpital dans un état critique. Il est déclaré en état de mort cérébrale le 13 février et est maintenu en vie artificiellement pour que ses organes puissent être prélevés,.
Brandon McInerney refusant de parler aux enquêteurs, le mobile du crime reste flou. Selon le policier John Crombach, « Il est clair que le suspect était concentré sur sa victime et ce qu'il allait prévu de faire. » En juillet 2008, le magazine Newsweek rapporte qu'un ou deux jours avant le crime, Larry King avait demandé à McInerney d'être son « Valentin » devant les amis de Brandon.

## Réactions
Des marches et des rassemblements ont lieu dans l'ensemble des États-Unis après la mort de King. Plusieurs personnalités expriment leur émotion face au meurtre, parmi lesquelles Judy Shepard et la sénatrice Hillary Clinton. Un millier d'élèves participent à une marche à la mémoire de King dans le quartier du collège d'E.O. Green le 16 février 2008, quatre jours après la fusillade.
L'histoire de Larry est adaptée de manière très libre par Simon Boulerice dans son roman L'enfant mascara, publié en 2016.
Le dramaturge Yann Verburgh retrace l'histoire du jeune garçon dans sa pièce Ogres, publié en 2016.

## Le procès
En février 2008, l'avocat de McInerney, William Quest, change de stratégie. Le 24 juillet 2008, le juge Douglas Daily officiant à la cour suprême du Comté de Ventura décide que McInerney sera jugé comme majeur.
Le 7 août 2008, lors du même procès, McInerney plaide non coupable des chefs d'accusation de meurtre avec préméditation et de crime homophobe. Une audition préliminaire devait avoir lieu le 23 septembre 2008 : elle est repoussée au 14 octobre.
Le 8 décembre 2008, la cour supérieure du comté de Ventura décide que McInerney, après avoir été évalué par un psychiatre et un psychologue, est capable de suivre son procès.
Le 18 mars 2009, l'audition est à nouveau repoussée après que l'on a trouvé le père de l'accusé mort, victime d'un choc à la tête consécutif à une chute. On autorise Brandon McInerney à assister aux funérailles de son père.
En août 2009, McInerney plaide d'abord non coupable de tous les chefs d'accusation. Le procès commence le 1er décembre 2009.
Le verdict est rendu le 19 décembre 2011. McInerney, qui a finalement plaidé coupable, est condamné à 21 ans de prison.

### Recensions deThe Life and Death of Latisha King
- Andrea Pitts et DePaul University, « Reflections on Gayle Salamon's The Life and Death of Latisha King », Philosophy Today, vol. 66, no 1,‎ 2022, p. 199–206 (ISSN 0031-8256, DOI 10.5840/philtoday20226616, lire en ligne)
- Alisa Bierria et DePaul University, « On Love and the Limits of Theory: A Commentary on Gayle Salamon’s The Life & Death of Latisha King: A Critical Phenomenology of Transphobia », Philosophy Today, vol. 66, no 1,‎ 2022, p. 207–215 (ISSN 0031-8256, DOI 10.5840/philtoday20226617, lire en ligne)
- (en) Perry Zurn, « The Life and Death of Latisha King: A Critical Phenomenology of Transphobia by Gayle Salamon », philoSOPHIA, vol. 9, no 1,‎ 2019, p. 153–158 (ISSN 2155-0905, DOI 10.1353/phi.2019.0007, lire en ligne)
- (en) Diane Detournay, « The Body as Provocation », TSQ: Transgender Studies Quarterly, vol. 6, no 4,‎ 1er novembre 2019, p. 683–687 (ISSN 2328-9252 et 2328-9260, DOI 10.1215/23289252-7771852, lire en ligne)
- (en) Tamsin Kimoto, « What Does (Not) Appear », GLQ: A Journal of Lesbian and Gay Studies, vol. 26, no 3,‎ 2020, p. 614–616 (ISSN 1527-9375, lire en ligne)